# Auga
Auga est une commune française, située dans le département des Pyrénées-Atlantiques en région Nouvelle-Aquitaine.

## Géographie

### Localisation
La commune d'Auga se trouve dans le département des Pyrénées-Atlantiques, en région Nouvelle-Aquitaine.
Elle se situe à 23 km par la route de Pau, préfecture du département, et à 13 km de Serres-Castet, bureau centralisateur du canton des Terres des Luys et Coteaux du Vic-Bilh dont dépend la commune depuis 2015 pour les élections départementales.
La commune fait en outre partie du bassin de vie de Pau.
Les communes les plus proches sont : 
Séby (1,4 km), Viven (1,7 km), Lème (2,1 km), Viven (2,6 km), Mialos (2,9 km), Doumy (3,4 km), Lonçon (3,6 km), Méracq (3,6 km).
Sur le plan historique et culturel, Auga fait partie de la province du Béarn, qui fut également un État et qui présente une unité historique et culturelle à laquelle s’oppose une diversité frappante de paysages au relief tourmenté.

### Communes limitrophes
Les communes limitrophes sont  Lème, Méracq, Séby, Thèze et Viven.
|      | Méracq | Lème  |
| Séby | Auga   | Thèze |
|      | Viven  |       |

### Hydrographie

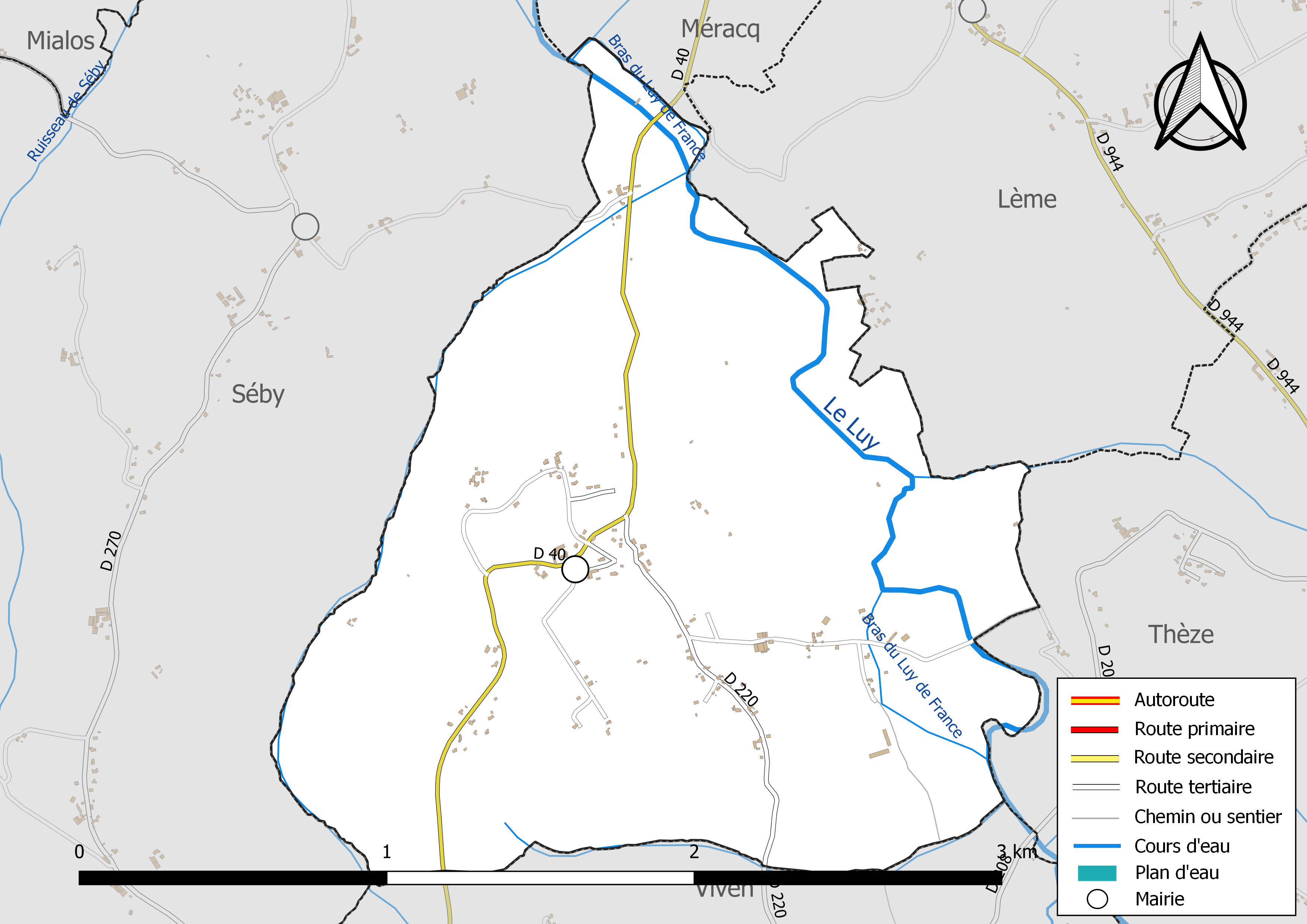
Réseaux hydrographique et routier d'Auga.

La commune est drainée par le Luy, un bras du Luy de France, un bras du Luy de France et par divers petits cours d'eau, constituant un réseau hydrographique de 8 km de longueur totale,.
Le Luy, d'une longueur totale de 154,5 km, prend sa source dans la commune d'Espoey et s'écoule d'est en ouest. Il traverse la commune et se jette dans l'Adour à Rivière-Saas-et-Gourby, après avoir traversé 65 communes.

### Climat
Pour des articles plus généraux, voir Climat de la Nouvelle-Aquitaine et Climat des Pyrénées-Atlantiques.
Historiquement, la commune est exposée à un climat de montagne.  
En 2020, Météo-France publie une typologie des climats de la France métropolitaine dans laquelle la commune est toujours exposée à un climat de montagne et est dans la région climatique Pyrénées atlantiques, caractérisée par une pluviométrie élevée (>1 200 mm/an) en toutes saisons, des hivers très doux (7,5 °C en plaine) et des vents faibles.
Pour la période 1971-2000, la température annuelle moyenne est de 13,3 °C, avec une amplitude thermique annuelle de 14,2 °C. Le cumul annuel moyen de précipitations est de 1 143 mm, avec 12 jours de précipitations en janvier et 7,9 jours en juillet. Pour la période 1991-2020, la température moyenne annuelle observée sur la station météorologique la plus proche, située sur la commune d'Uzein à 10 km à vol d'oiseau, est de 13,7 °C et le cumul annuel moyen de précipitations est de 1 093,8 mm,. Pour l'avenir, les paramètres climatiques de la commune estimés pour 2050 selon différents scénarios d'émission de gaz à effet de serre sont consultables sur un site dédié publié par Météo-France en novembre 2022.

### Milieux naturels et biodiversité
Aucun espace naturel présentant un intérêt patrimonial n'est recensé sur la commune dans l'inventaire national du patrimoine naturel,,.

## Urbanisme

### Typologie
Au 1er janvier 2024, Auga est catégorisée commune rurale à habitat très dispersé, selon la nouvelle grille communale de densité à sept niveaux définie par l'Insee en 2022.
Elle est située hors unité urbaine. Par ailleurs la commune fait partie de l'aire d'attraction de Pau, dont elle est une commune de la couronne,. Cette aire, qui regroupe 227 communes, est catégorisée dans les aires de 200 000 à moins de 700 000 habitants,.

### Occupation des sols

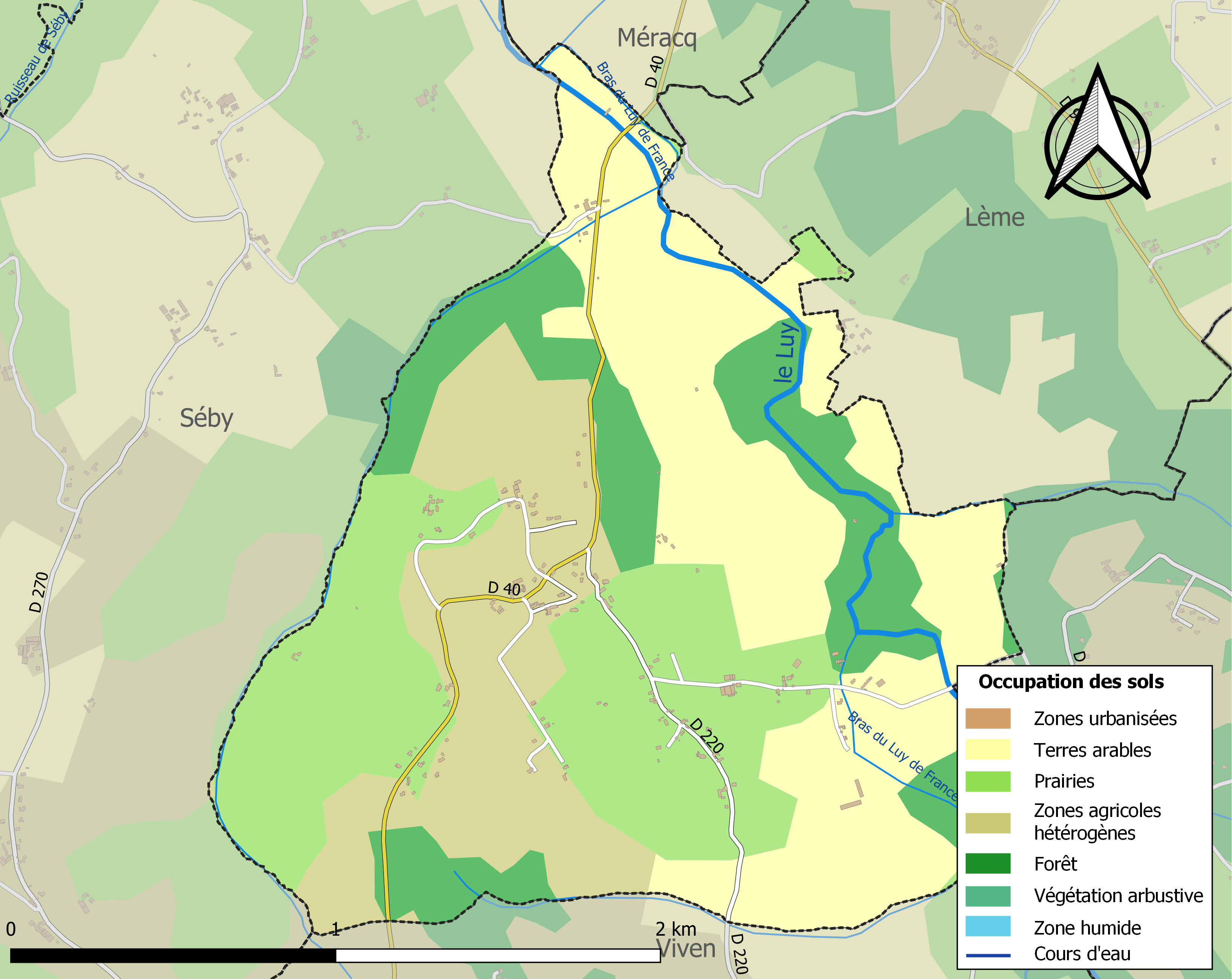
Carte des infrastructures et de l'occupation des sols de la commune en 2018 (CLC).

L'occupation des sols de la commune, telle qu'elle ressort de la base de données européenne d’occupation biophysique des sols Corine Land Cover (CLC), est marquée par l'importance des territoires agricoles (82,7 % en 2018), une proportion identique à celle de 1990 (82,7 %). La répartition détaillée en 2018 est la suivante : 
terres arables (34,2 %), prairies (27,6 %), zones agricoles hétérogènes (20,9 %), forêts (17,3 %). L'évolution de l’occupation des sols de la commune et de ses infrastructures peut être observée sur les différentes représentations cartographiques du territoire : la carte de Cassini (XVIIIe siècle), la carte d'état-major (1820-1866) et les cartes ou photos aériennes de l'IGN pour la période actuelle (1950 à aujourd'hui).

### Lieux-dits et hameaux
- Bidot[23]
- Bret[24],[6]
- Castaing[6]
- Cazenave[6]
- Claux[25]
- Grange Haget[26]
- Haou[27],[6]
- Laplante[6]
- Lauroua[6]
- Maupas[6]
- Méhil[6]
- Miraut[28],[6]
- Moun[6]
- Pargade[29],[6]
- Parrot[6]
- Pellarouy[30],[6]
- Péruillet[6]

### Voies de communication et transports
La commune est desservie par les routes départementales D 40 et D 220. Le réseau interurbain des Pyrénées-Atlantiques y gère un arrêt sur la ligne 842, entre Malaussanne et Pau.

### Risques majeurs
Le territoire de la commune d'Auga est vulnérable à différents aléas naturels : météorologiques (tempête, orage, neige, grand froid, canicule ou sécheresse), inondations et séisme (sismicité modérée). Il est également exposé à un risque technologique, la rupture d'un barrage. Un site publié par le BRGM permet d'évaluer simplement et rapidement les risques d'un bien localisé soit par son adresse soit par le numéro de sa parcelle.

#### Risques naturels
Certaines parties du territoire communal sont susceptibles d’être affectées par le risque d’inondation par une crue à  débordement lent de cours d'eau, notamment le Luy. La commune a été reconnue en état de catastrophe naturelle au titre des dommages causés par les inondations et coulées de boue survenues en 1982, 2009, 2014 et 2018,.

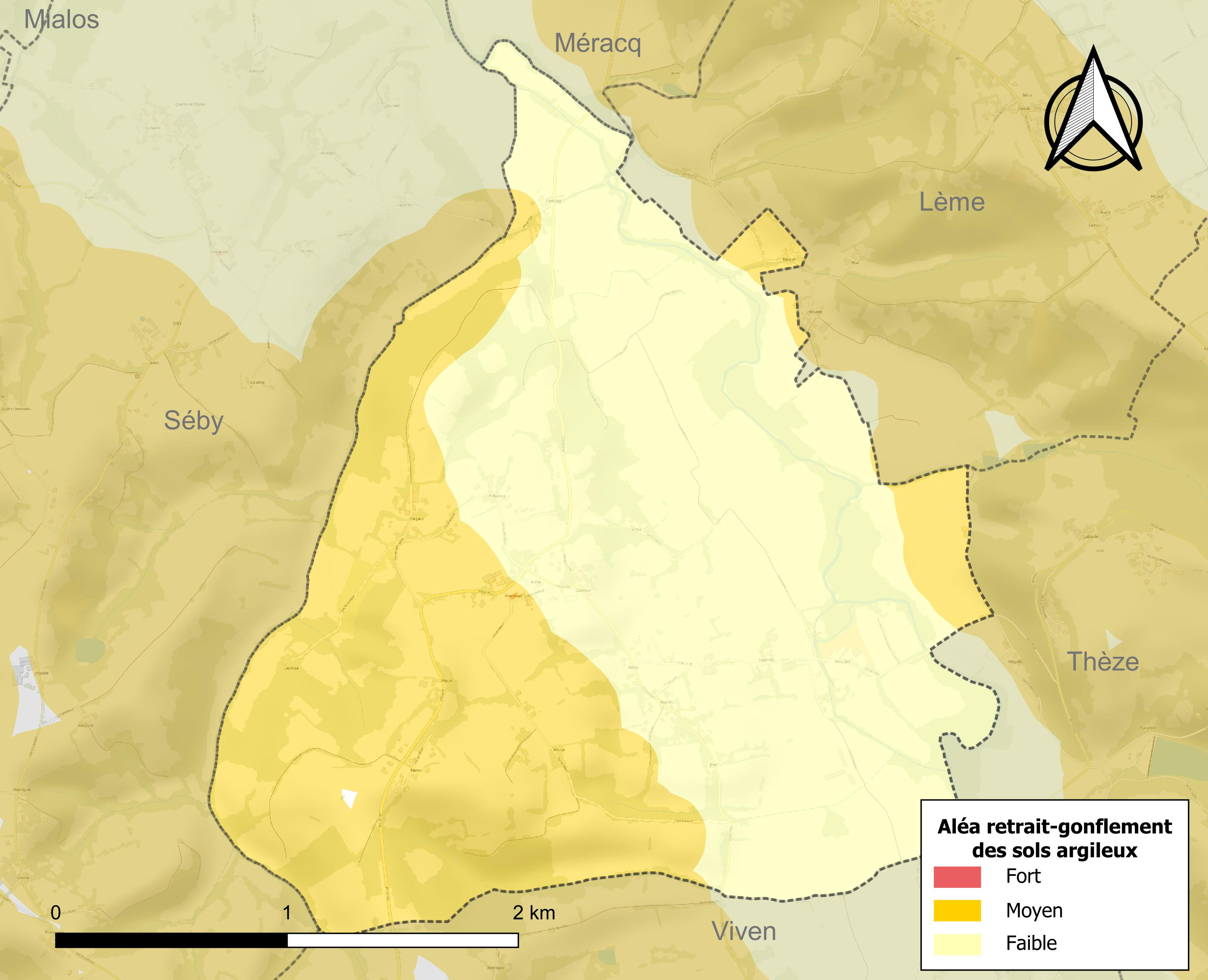
Carte des zones d'aléa retrait-gonflement des sols argileux d'Auga.

Le retrait-gonflement des sols argileux est susceptible d'engendrer des dommages importants aux bâtiments en cas d’alternance de périodes de sécheresse et de pluie. 41,9 % de la superficie communale est en aléa moyen ou fort (59 % au niveau départemental et 48,5 % au niveau national). Depuis le 1er octobre 2020, en application de la loi ELAN, différentes contraintes s'imposent aux vendeurs, maîtres d'ouvrages ou constructeurs de biens situés dans une zone classée en aléa moyen ou fort,.

#### Risque technologique
La commune est en outre située en aval de barrages de classe A. À ce titre elle est susceptible d’être touchée par l’onde de submersion consécutive à la rupture de cet ouvrage.

## Toponymie
Le toponyme Auga apparaît sous les formes 
Algar (XIe siècle, cartulaire de l'abbaye de Saint-Pé), 
Augar (XIIIe siècle, fors de Béarn), 
Augaar et Augar (1385, censier de Béarn), 
Augaa (1437, hommages de Béarn), 
Sent Laurens d'Auguaa et Augua (respectivement 1538 et 1544, réformation de Béarn) et  
Auga sur la carte de Cassini (fin XVIIIe siècle).
Pour Michel Grosclaude l'étymologie est gasconne, venant d'augar, « terrain marécageux ».
Abescat, ferme et fief dépendant de la vicomté de Béarn, est mentionné en 1673 (réformation de Béarn).
Baradat est un ancien hameau de la commune, citée en 1863, par le dictionnaire topographique Béarn-Pays basque.

## Histoire
Auriol Centulle, troisième fils de Centulle IV de Béarn et d'Angèle d'Oloron, était seigneur de Clarac, Igon, Baudreix, Boeil et Auga.
Paul Raymond note que la commune comptait deux abbayes laïques, vassale de la vicomté de Béarn, l'Abadie-Susan et l'Abadie-Jusan. En 1385, Auga comptait vingt-deux feux et dépendait du bailliage de Pau, étant également une reffebaronnie vassale de la vicomté de Béarn.
Le fief de l'Abescat était vassal de la même vicomté.

## Politique et administration

### Liste des maires
| Période                                  | Période | Identité            | Étiquette | Qualité             |
| ---------------------------------------- | ------- | ------------------- | --------- | ------------------- |
| Les données manquantes sont à compléter. |         |                     |           |                     |
| 1983                                     | 1995    | Alexis Cassoulet    |           |                     |
| 1995                                     | 2008    | Michel Chéret       | PS        |                     |
| 2008                                     | 2008    | Pierre Dubourdieu   |           |                     |
| 2009                                     | 2014    | Pierre Chéret       | PS        | Conseiller régional |
| 2014                                     | 2020    | Jean-Paul Lacabanne | SE        |                     |

### Intercommunalité
Auga fait partie de quatre structures intercommunales :
- la communauté de communes des Luys en Béarn ;
- le syndicat AEP d'Arzacq ;
- le syndicat d'énergie des Pyrénées-Atlantiques ;
- le syndicat intercommunal d'Aubin - Auga - Doumy - Bournos.

## Population et société

### Démographie
L'évolution du nombre d'habitants est connue à travers les recensements de la population effectués dans la commune depuis 1793. Pour les communes de moins de 10 000 habitants, une enquête de recensement portant sur toute la population est réalisée tous les cinq ans, les populations de référence des années intermédiaires étant quant à elles estimées par interpolation ou extrapolation. Pour la commune, le premier recensement exhaustif entrant dans le cadre du nouveau dispositif a été réalisé en 2004.

En 2022, la commune comptait 185 habitants, en évolution de +28,47 % par rapport à 2016 (Pyrénées-Atlantiques : +3,78 %, France hors Mayotte : +2,11 %).
| 1793 | 1800 | 1806 | 1821 | 1831 | 1836 | 1841 | 1846 | 1851 |
| ---- | ---- | ---- | ---- | ---- | ---- | ---- | ---- | ---- |
| 244  | 239  | 266  | 302  | 344  | 318  | 302  | 307  | 323  |

| 1856 | 1861 | 1866 | 1872 | 1876 | 1881 | 1886 | 1891 | 1896 |
| ---- | ---- | ---- | ---- | ---- | ---- | ---- | ---- | ---- |
| 327  | 303  | 285  | 270  | 259  | 245  | 224  | 171  | 168  |

| 1901 | 1906 | 1911 | 1921 | 1926 | 1931 | 1936 | 1946 | 1954 |
| ---- | ---- | ---- | ---- | ---- | ---- | ---- | ---- | ---- |
| 192  | 190  | 184  | 137  | 134  | 131  | 142  | 148  | 132  |

| 1962 | 1968 | 1975 | 1982 | 1990 | 1999 | 2004 | 2006 | 2009 |
| ---- | ---- | ---- | ---- | ---- | ---- | ---- | ---- | ---- |
| 140  | 138  | 114  | 121  | 136  | 113  | 140  | 151  | 145  |

| 2014 | 2019 | 2022 | - | - | - | - | - | - |
| ---- | ---- | ---- | - | - | - | - | - | - |
| 140  | 173  | 185  | - | - | - | - | - | - |

Auga fait partie de l'aire d'attraction de Pau.

### Enseignement
Auga ne dispose pas d'école primaire, elle bénéficie du regroupement pédagogique intercommunal commun avec Aubin, Bournos et Doumy.

### Sports
Les Augarais se situent dans la zone de L'ESBDG (Entente Sportive Bournos Doumy Garlède) pour le volley, la pala et le football ; pour le rugby, les Portes du Béarn (Regroupement des clubs d'Arzacq-Arraziguet, de Thèze, de Garlin et de Sévignacq) et quant au basket Nord Béarn (Thèze, Garlin et Sévignac).

## Culture locale et patrimoine

### Lieux et monuments

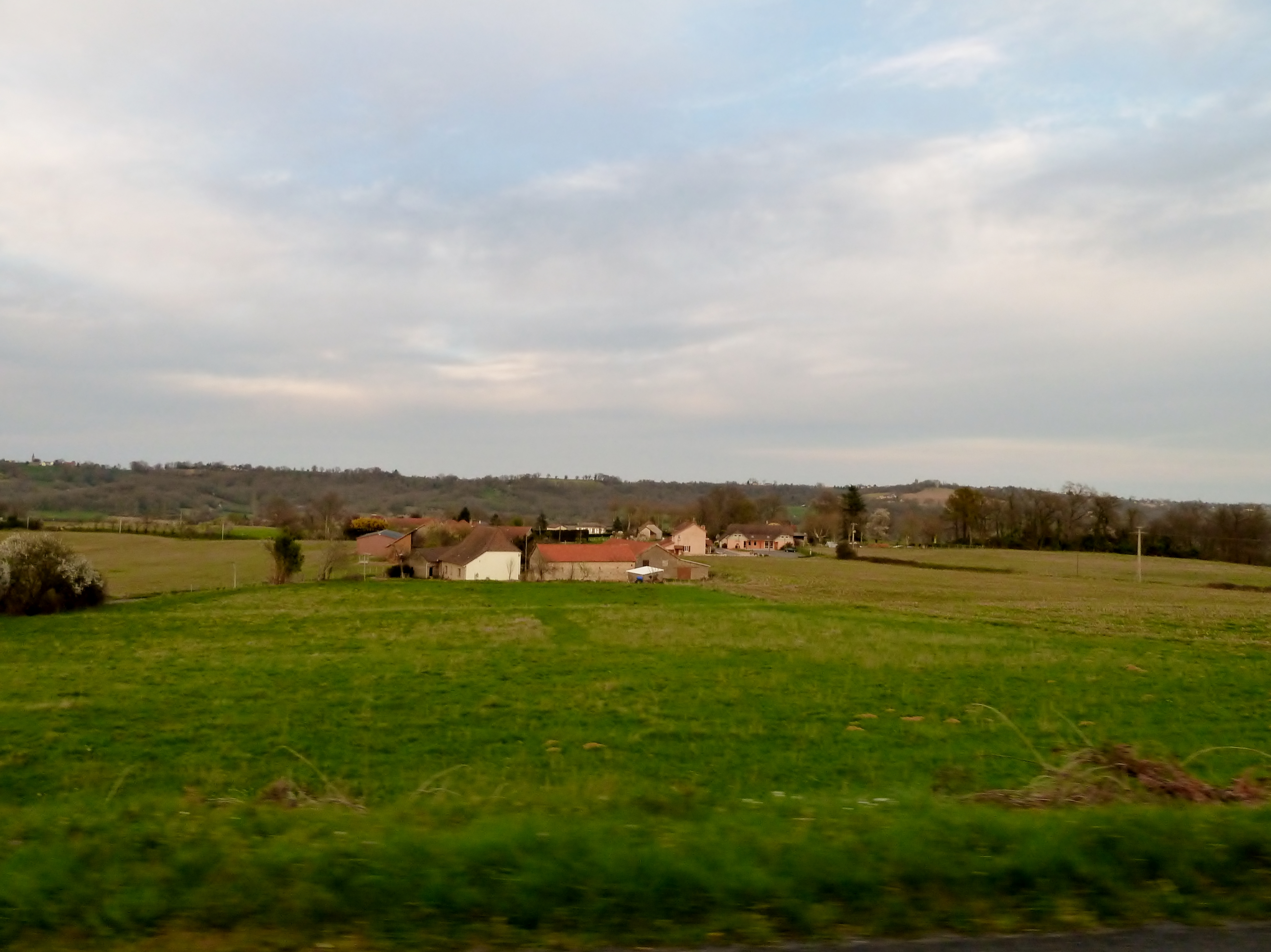
Le village.

#### Patrimoine civil
Les vestiges d'un ensemble fortifié dit « château d'Auga Fourcade » du XIe siècle et du XIIe siècle témoignent du passé ancien de la commune.
Une des deux anciennes abbayes laïques mentionnées par Paul Raymond fut reconstruite au XIXe siècle.
La commune présente un ensemble de demeures et de fermes ,,,,,,,, des XVIIe, XVIIIe et XIXe siècles.
Le moulin du lieu-dit Grange Haget fut édifié en 1707.

#### Patrimoine religieux
L'église Saint-Laurent date partiellement du XIIe siècle. Elle recèle un tableau et du mobilier (autel et mobilier d'autel, garde-corps de tribune) inscrits à l'Inventaire général du patrimoine culturel. Elle a vu son clocher ainsi qu'une partie de son toit rénovés au cours des années 2016-2017.

## Pour approfondir